# Histoire de l'Alaska
 (juin 2018).
Si vous disposez d'ouvrages ou d'articles de référence ou si vous connaissez des sites web de qualité traitant du thème abordé ici, merci de compléter l'article en donnant les références utiles à sa vérifiabilité et en les liant à la section « Notes et références ».
L'histoire de l'Alaska remonte au Paléolithique supérieur quand des groupes sibériens ont traversé le pont terrestre de Béringie pour rejoindre l'actuel Alaska.

## Préhistoire de l'Alaska

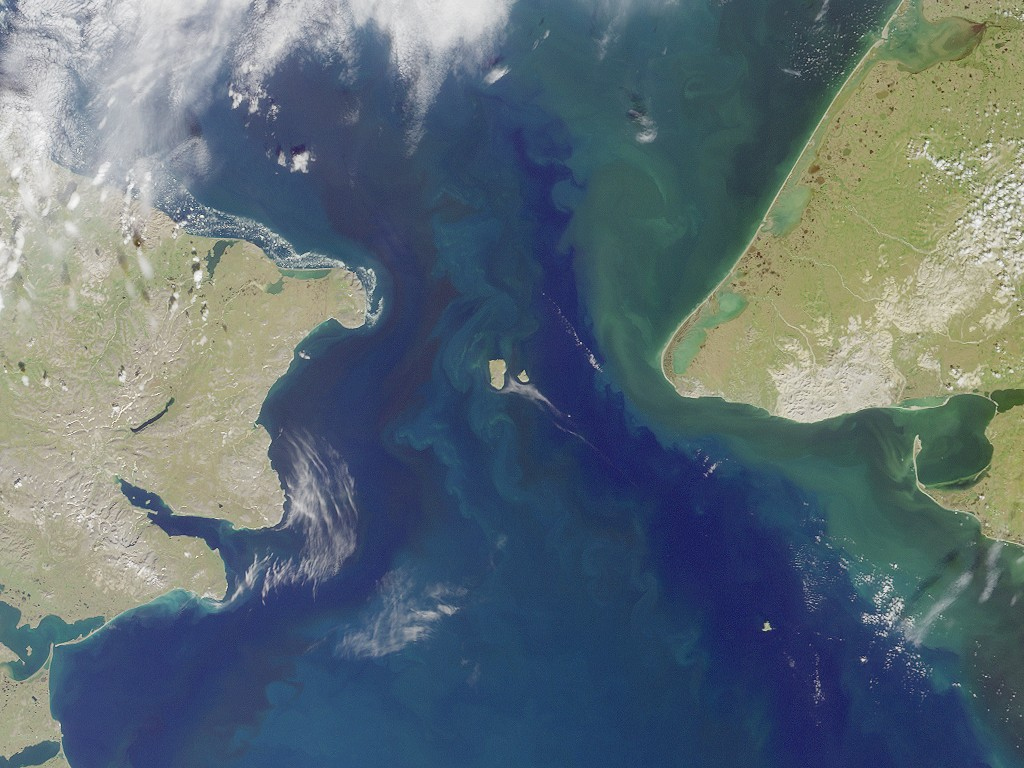
Le détroit de Béring et les îles Diomède

Principaux habitants connus de l'Alaska, les Aléoutes et les Inuits descendent, semble-t-il, d'une lointaine population commune. Ils seraient venus d'Asie à une époque postérieure aux ancêtres des Amérindiens, hypothèse confirmée par l'absence de parenté de leurs langues avec les langues amérindiennes.
Vers 8000 av. J.-C. et durant les 6 000 ans qui ont suivi, le détroit de Béring était envahi par la banquise. Des petits groupes de chasseurs arrivent en Alaska, probablement par la banquise. Dans cette partie du détroit de Béring, d'après la situation géographique des îles Diomède, il n'y a qu'une vingtaine de kilomètres tout au plus entre deux terres. Donc, seulement trois ou quatre jours de marche ont été nécessaires pour faire le voyage.
Lors de fouilles sur l'île d'Anangula, située à l'extrémité orientale des Aléoutiennes, on a découvert des indices permettant de penser que les Aléoutes descendent d'un groupe venu de Sibérie vers 8000 av. J.-C. De 2000 à 1000 av. J.-C., la culture aléoute s'est développée graduellement pour aboutir à la culture historique.
Les Paléoesquimaux anciens ont probablement envahi les territoires polaires avec rapidité. Ils étaient habiles à exploiter un nouveau territoire au-delà des migrations saisonnières. Ces derniers étaient des chasseurs des forêts nordiques de la Sibérie qui se sont adaptés aux régions de toundra et de banquise.

## L'époque amérindienne

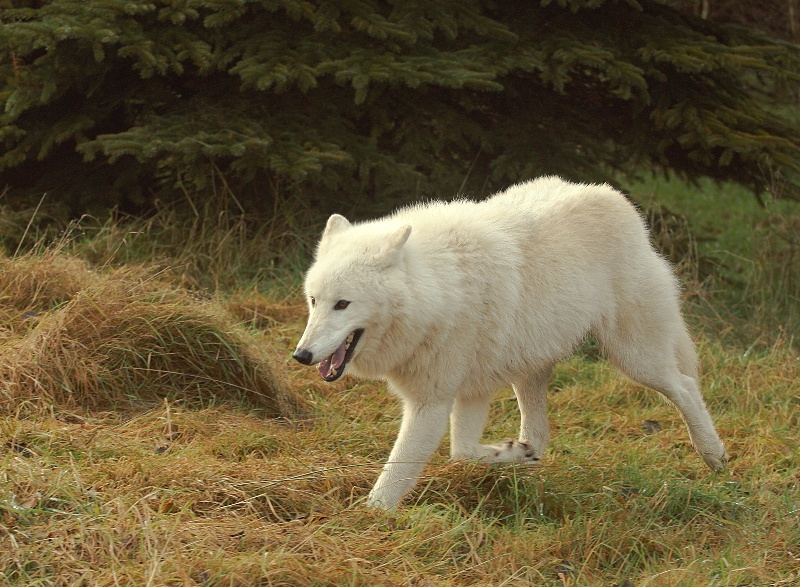
Loup arctique

Attirés par les troupeaux de caribous, les amérindiens ont ensuite découvert les bœufs musqués et les phoques des côtes arctiques. Le loup arctique, ennemi mortel des bœufs musqués, est l'autre prédateur de cet animal, en rivalité avec l'homme. Les chasseurs qui possédaient des chiens encerclaient leurs proies. L'immobilité du troupeau ainsi pris au piège permettait aux hommes de s'approcher des bêtes, facilitant l'utilisation de l'arc ou de la lance. Une fois la viande débitée, elle était empaquetée dans les peaux et transportée vers les campements. En fait, la chasse au bœuf musqué était très possiblement beaucoup plus facile que la chasse à la baleine et au morse. La population aléoute avant l'arrivée des Russes était d'environ 25 000 personnes. Mais la barbarie des colons et les maladies qu'ils ont importées ont divisé ce nombre par dix.

## XVIIIesiècle

### L'Alaska russe

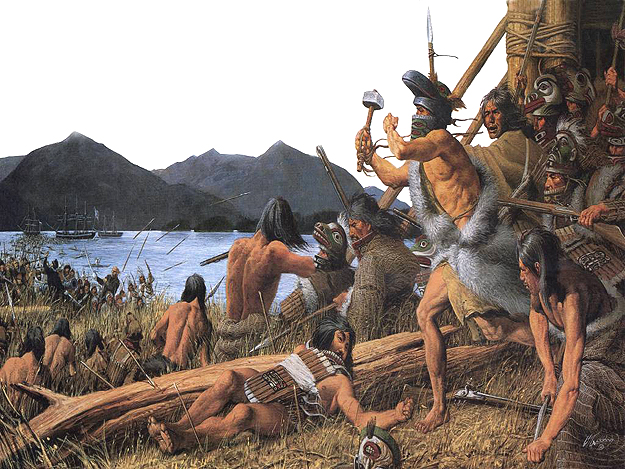
La bataille de Sitka (1804) a joué un rôle important dans l'histoire des Indiens Tlingits et dans la formation de l'Alaska russe. Le site de la bataille forme maintenant le Sitka National Historical Park, le plus vieux parc national de l'Alaska.

Après la découverte du nord de l'Alaska par Ivan Fedorov en 1732, puis des îles Aléoutiennes, du sud de l'Alaska et des côtes nord-ouest de l'Amérique du Nord en 1741 durant l'exploration russe menée par Vitus Béring et Alekseï Tchirikov, il s'écoula 50 ans avant la création de la première colonie russe en Alaska en 1784 par Grigori Chelikhov. Le commerce des fourrures procura d'abord aux trappeurs russes (промышленники, promychlenniki) de profits élevés, mais, très vite engendra la presque disparition des loutres de mer des eaux d'Alaska, et donc une diminution de la rentabilité. Ce fut une des causes de l'expansion vers le sud des Russes.
Un golfe de la mer d'Okhotsk, un détroit entre l'Alaska, un autre ayant pris le nom de Vitus Béring, et l'île Kodiak, ainsi qu'une ville dans l'oblast d'Irkoutsk, en Sibérie, portent le nom de Alekseï Tchirikov. Il y a une statue de Chelikhov dans sa ville natale de Rylsk (oblast de Koursk).

### Les revendications espagnoles

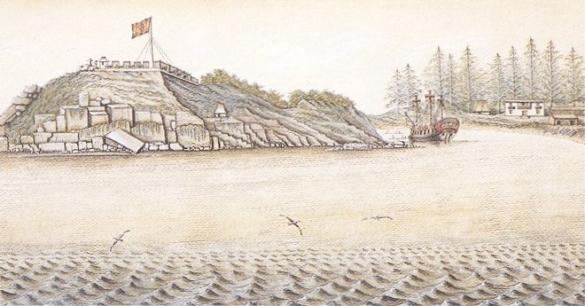
Le fort San Miguel, construit en 1790, dans la baie de Nootka.

Les revendications espagnoles sur l'Alaska et la côte ouest de l'Amérique du Nord datent de la bulle pontificale de 1493, et du traité de Tordesillas. En 1513, cette demande est renforcée par l'explorateur espagnol Vasco Núñez de Balboa, premier Européen à apercevoir l'océan Pacifique. Bien qu'il ne les connaissent pas, il revendique toutes les terres jouxtant cet océan au nom de la couronne espagnole. L'Espagne ne commence à coloniser le territoire au nord de l'actuel Mexique, qu'au XVIIIe siècle, quand elle envoie ses premiers ressortissants peupler la côte nord de Las Californias (Californie).

### La présence britannique
Dès le milieu du XVIIIe siècle, la revendication espagnole commence à être remise en question par les Britanniques et les Russes pratiquant la traite des fourrures. Le roi Charles III d'Espagne et ses successeurs envoient un certain nombre d'expéditions vers le Canada d'aujourd'hui et l'Alaska entre 1774 et 1793, pour contrer la menace des colons russes et britanniques et renforcer la revendication espagnole.

## XIXesiècle

### La compagnie russe d'Amérique

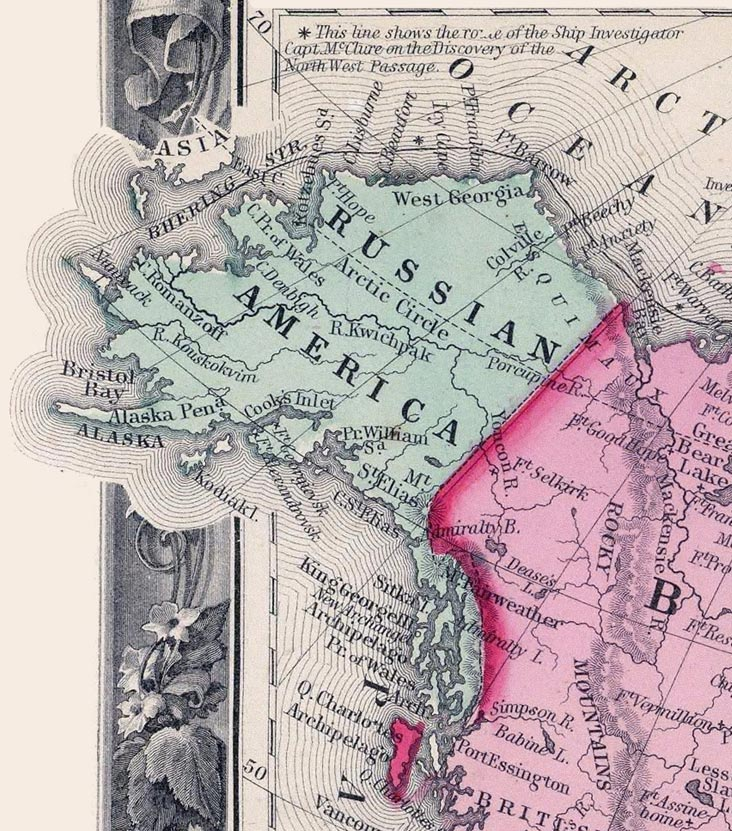
Carte de 1860.

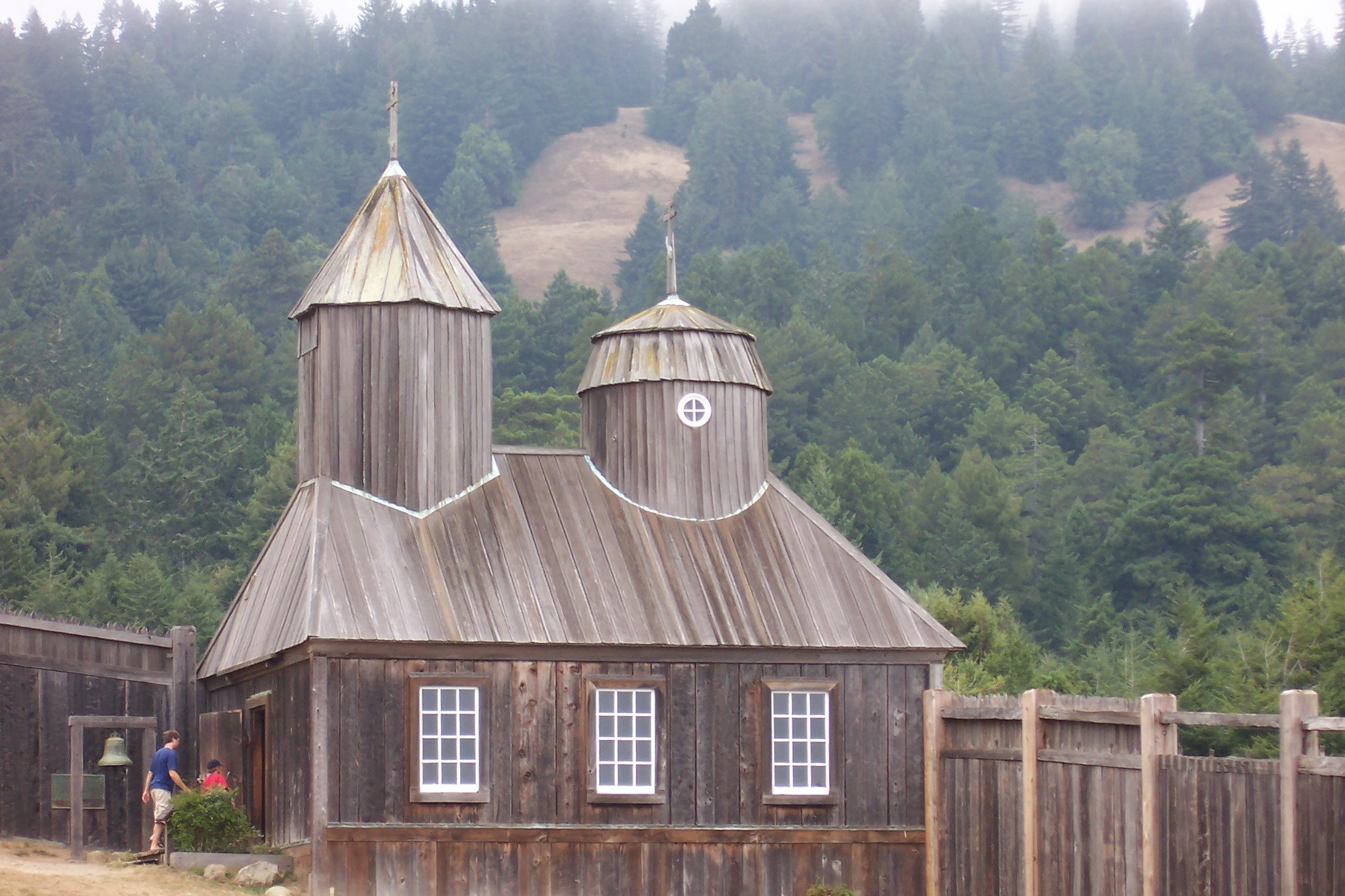
La chapelle orthodoxe (reconstruite) de fort Ross, en Californie.

La Compagnie russe d'Amérique fut fondée en 1799 par Nikolaï Rezanov pour la chasse aux loutres de mer et la vente de leur fourrure. Le baron russe Alexandre Baranov gouverna la région de 1790 à 1818 et a fondé un établissement permanent en 1804 à Novo-Arkhangelsk (actuelle Sitka en Alaska). Le but était d'effectuer la traite des fourrures, et des postes de traite ainsi que des comptoirs et des forts se répandirent alors assez vite tout le long de la côte du Pacifique, depuis le nord-ouest de l'Alaska jusqu'au nord de la Californie. Un commerce international prospéra rapidement. Les marchands et trappeurs russes, dans le but de trouver des fourrures de loutres de mer, touchèrent également le nord de la Californie, entrant ainsi en compétition avec les Espagnols établis au sud. Le Fort Ross, sur la côte californienne, juste au nord de San Francisco, était le poste le plus méridional de l'Amérique russe. Dès 1818, le gouvernement russe reprend aux marchands qui détenaient la charte de commerce, le contrôle de la compagnie. Dans les années 1820, les profits du commerce de la fourrure commencèrent à décliner.
Dans les années 1820, l'explorateur et représentant officiel du gouvernement russe Ferdinand von Wrangel, fut le premier président de la compagnie durant son contrôle gouvernemental. Il avait été administrateur des intérêts du gouvernement dans l'Amérique russe une décennie plus tôt. La compagnie cessa ses activités commerciales en 1867, quand la vente de l'Alaska transféra le contrôle de cette région aux États-Unis.

### La vente de l'Alaska aux États-Unis d'Amérique
Jusque-là, territoire russe, l'Alaska change de pays après son achat par les Américains en 1867 pour sept millions de dollars. Cet achat fut effectué lors de la création d'une ligne télégraphique devant traverser la Russie et le détroit de Béring, reliant ainsi le territoire des États-Unis à l’Europe. Le transfert de ce territoire de la Russie aux États-Unis entraina pour les Alaskains le passage du calendrier julien au calendrier grégorien.
L'Alaska devient le Département de l'Alaska, administré par l'armée américaine, puis brièvement par le département du Trésor des États-Unis et enfin par la marine. 
En 1884, l'Alaska fut organisé en tant que District de l'Alaska. Cette dénomination signifiait que l'Alaska devenait un territoire incorporé mais non organisé, avec un gouvernement civil. Le gouverneur du district était nommé par le président des États-Unis. En 1890, l'Alaska compte environ 30 000 habitants, dont les ¾ sont indigènes.

### La ruée vers l'or du Klondike

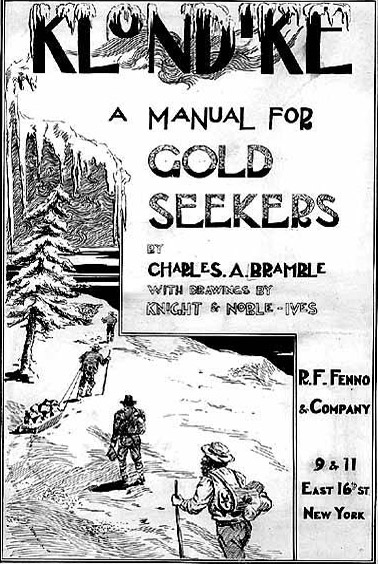
Manuel du prospecteur publié en 1897

Appelée aussi ruée vers l'or du Yukon, la ruée vers l'or du Klondike, aux frontières de l'Alaska et du Canada, attira environ 100 000 prospecteurs entre 1896 et 1899. Les prospecteurs avaient commencé à chercher de l'or dans le Yukon dès les années 1880. La découverte d'importants dépôts le long de la rivière Klondike le 16 août 1896 fut accueillie avec enthousiasme, lorsque les nouvelles arrivèrent à San Francisco l'année suivante. Dans un premier temps, l'isolement de la région et le climat extrême empêchèrent la transmission des informations jusqu'à l'année suivante. La ruée commença avec l'arrivée de chargements d'or d'une valeur totale de 1 139 000 $ (plus d'un milliard de dollars actuels) dans les ports de la côte Ouest des États-Unis en juillet 1897. Cependant, le trajet vers le nord, avec de lourdes charges, à travers le terrain difficile, se révéla trop dur pour de nombreux prospecteurs, surtout ceux qui n'avais pris leur précaution face au climat froid. De 30 000 à 40 000 candidats à la fortune arrivèrent sur place, une fraction des intéressés, et environ 4 000 trouvèrent de l'or. La ruée se termina en 1899 lorsque de l'or fut découvert à Nome en Alaska et de nombreux prospecteurs quittèrent le Klondike. La ruée a été immortalisée par des livres comme L'Appel de la forêt et des films tels que La Ruée vers l'or.

## XXesiècle

### Le statut de territoire et l'entrée dans l'Union en 1959
Le 24 août 1912, il devint le Territoire de l'Alaska. Une seule voie de chemin de fer relie alors la côte à Fairbanks au centre du territoire, elle a été construite par le biais de l'État fédéral entre 1915 et 1923.
Ce territoire entra dans l'Union en tant que 49e État le 3 janvier 1959. Durant la deuxième moitié du XXe siècle, l'Alaska devint une position stratégique dans la guerre froide qui opposait les États-Unis à l'Union soviétique. Vers 1975, la découverte de champs pétrolifères entraîna un afflux massif de travailleurs. Aujourd'hui, l'Alaska attire les touristes à la belle saison, venus admirer les ours et les fjords et pratiquer la pêche sportive (saumon et truite).

### Le dédommagement des populations autochtones
Il restait à peine 1 491 Aléoutes lors du recensement de 1910. Aujourd'hui on ne compte que 2 200 Aléoutes. Malgré les influences extérieures et l'impact des maladies les Aléoutes ont conservé un mode de vie traditionnel jusqu'au début du XXe siècle, habitant des barabaras, vastes maisons semi-souterraines. Lillie McGarvey, un chef aléoute du XXe siècle, a écrit que ces habitations « gardaient les occupants à l'abri des pluies fréquentes, étaient tout le temps chaudes, et bien abritées des vents forts particuliers à cette zone ».

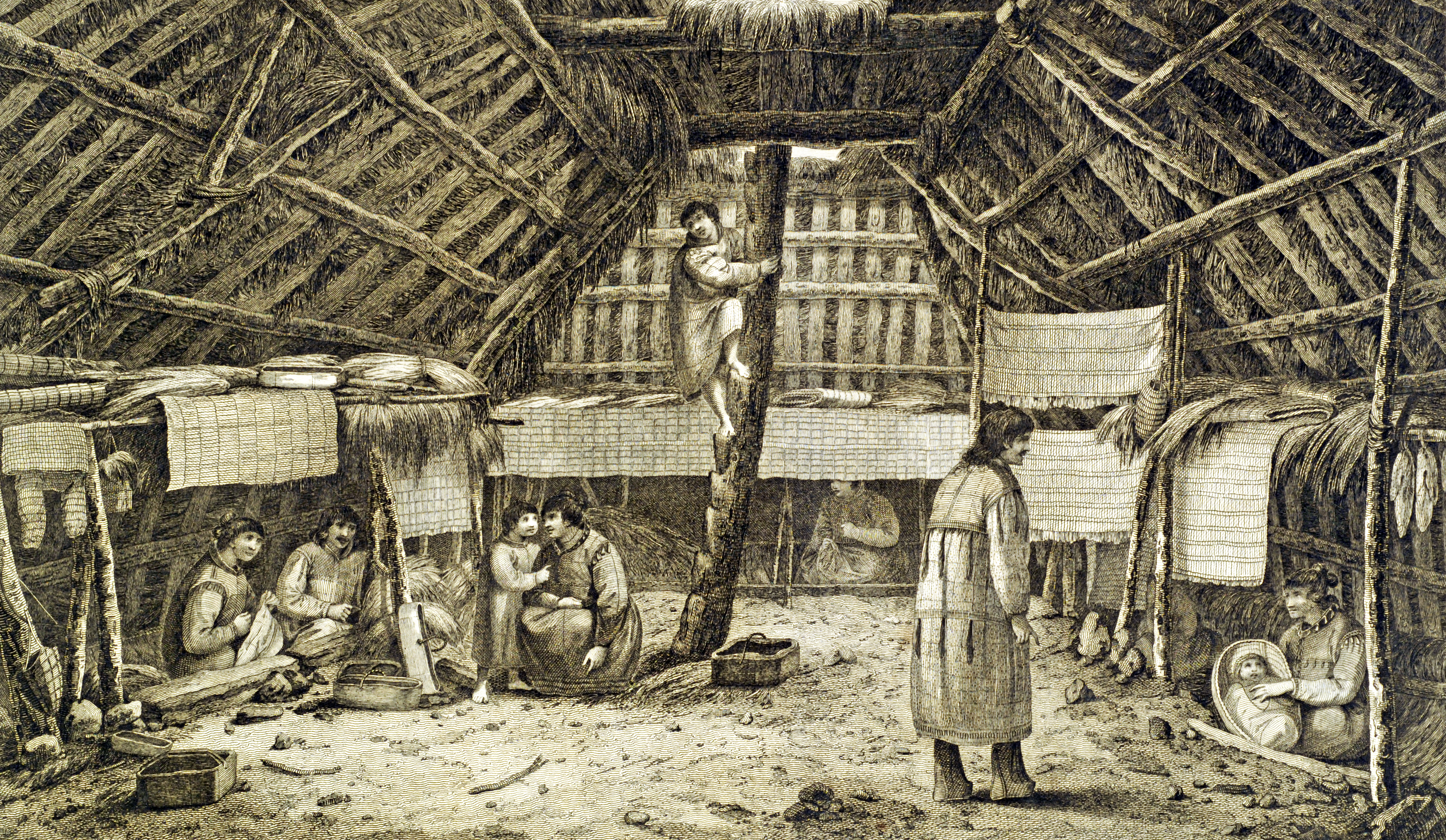
Maison d'hiver traditionnelle appelée Barabara ou en Aléoute Ulax

En 1942, les Japonais occupèrent les îles d'Attu et Kiska dans l'ouest des îles Aléoutiennes, et déportèrent par la suite les habitants d'Attu à Hokkaido en tant que prisonniers de guerre. Des centaines d'autres Aléoutes de l'ouest et des îles Pribilof ont été évacués par le gouvernement des États-Unis pendant la Seconde Guerre mondiale et placés dans des camps d'internement dans le sud-est de l'Alaska. Beaucoup y moururent.
En 1971, on recensait 40 000 Inuits et Yupiks, 22 000 Amérindiens et 7 000 Aléoutes. À ce moment, là, ils ont finalement obtenu un statut privilégié et reçurent légalement 200 000 km2 de réserve ainsi qu'un milliard de dollars d'indemnités. L'Aleut Restitution Act de 1988 traduit ensuite une tentative du Congrès des États-Unis de dédommager les survivants des déportations japonaises. Le mode de vie traditionnel des autochtones a été profondément bouleversé: les déplacements se font sur des motoneiges, les jeunes profitent du confort moderne, mais s'éloignent des traditions et ils vivent des revenus du pétrole. Une poignée d'habitants s'accrochent aux terres ancestrales et s'efforcent de défendre la culture aléoute.